# Marc and the Mambas
Marc and the Mambas waren ein Bandprojekt von Marc Almond. Zwischen 1982 und 1984 veröffentlichte die Gruppe die Alben Torment & Toreros und Untitled. Zu den Mitgliedern der Band gehörten der The-The-Gründer Matt Johnson sowie die britische Musikerin und Komponistin Anni Hogan. Torment & Toreros wurde von Flood produziert, der bei Untitled für den Mix zuständig gewesen war.

## Diskografie

### Alben
- 1982: Untitled
- 1983: Torment and Toreros
- 1984: Bite Black + Blues (Live-Album)
- 2012: Three Black Nights Of Little Black Bites (Live-Album, aufgenommen 1983)

### Singles
- 1982: Big Louise
- 1982: Fun City / Sleaze (Take It, Shake It)
- 1983: Black Heart
- 1983: Torment

### Videoalben
- Live at the Duke Of York's Theatre (TBA)